# Максидов, Казгери Увжукович
Казгери Увжукович Максидов (кабард.-черк. Махъсыдэ Увжыкъуэ и къуэ Къазджэрий; 1893, с. Абаево, Нальчикский округ, Терская область, Российская империя — 25 июля 1937, СССР) — советский партийный и государственный деятель. Активный участник строительства Советской власти в Кабардино-Балкарии. Ответственный секретарь Областного комитета ВКП(б) Кабардино-Балкарской автономной области. Репрессирован в 1937 году. Расстрелян. Реабилитирован 4 июля 1957.

## Биография
- до 11.1919 — в русской армии, командир бригады (Манасский фронт)
- 1921—1923 — начальник Отдела управления Исполнительного комитета Областного Совета Кабардинской — Кабардино-Балкарской автономной области
- 28.71 — 1924 — вр. и. о. председателя Кабардино-Балкарского областного Суда
- 1925—1927 — слушатель Высших юридических курсов при Народном комиссариате юстиции РСФСР
- 1924—1927 — председатель Кабардино-Балкарского областного Суда
- 1927 — заведующий Административным отделом Исполнительного комитета Областного Совета Кабардино-Балкарской автономной области
- 3 — 5.1929 — ответственный секретарь Областного комитета ВКП(б) Кабардино-Балкарской автономной области

- 6.1929 — 1.1937
  - заведующий Кабардино-Балкарским областным отделом народного образования
  - директор Кабардино-Балкарского педагогического института
  - заведующий туристической базой с. Вольный Аул (Кабардино-Балкарская автономная область — КБАССР)

- 8.1.1937 — арестован
- 25.7.1937 — расстрелян

## Семья
Жена — Елизавета Темботовна (урожденная Катханова)